# John Mott
John Raleigh Mott (New York, 25 maggio 1865 – 31 gennaio 1955) è stato un pacifista statunitense, a lungo il leader dello YMCA e della World Student Christian Federation (WSCF).
Ha ricevuto il Premio Nobel per la Pace nel 1946.
Mott nacque a Livingston Manor il 25 maggio 1865. Nel settembre dello stesso anno la sua famiglia si trasferì a Postville (Iowa). Frequentò l'Upper Iowa University dove studiò storia. Si trasferì poi alla Cornell University dove si laureò nel 1888. Nel 1891 sposò Leila Ada con cui ebbe due figli e due figlie.
Mott, un metodista, è stato segretario generale del WSCF dal 1895 al 1920. Nel 1910 partecipò alla Conferenza missionaria mondiale che segnò l'inizio del moderno ecumenismo. Nel 1948 divenne presidente onorario a vita del Consiglio Ecumenico delle Chiese che aveva contribuito a creare.